# San Casciano dei Bagni
San Casciano dei Bagni – miejscowość i gmina we Włoszech, w regionie Toskania, w prowincji Siena.
Według danych na rok 2004 gminę zamieszkiwało 1745 osób, 19,2 os./km².